# Amtsbezirk Gleisdorf
Der Amtsbezirk Gleisdorf war zwischen 1853 und 1867 eine Verwaltungseinheit im Grazer Kreis in der Steiermark.
Der Amtsbezirk war der Kreisbehörde in Graz unterstellt und besorgte deren Amtsgeschäfte vor Ort. Die Zuständigkeit erstreckte sich neben Gleisdorf auf die Gemeinden Albersdorf, Affenberg, Arnwiesen, Brodersdorf, Eggersdorf, Engelsdorf, Etschendorf, Flöcking, Frößaugraben, Fünfing (Pfarre Gleisdorf), Fünfing (Pfarre St. Ruprecht), Gamling, Gersdorf, Gnieß, Goggitsch, Ober-Goßau, Unter-Goßau, Gschmayer, Hart, Hirnsdorf, Hofstätten, Höf, Kaltenbrunn, Kroisbach, Kulming, Labuch, Ludersdorf, Margarethen, Nitscha, Nitschaberg, Oed und Ottendorf, Groß-Pesendorf, Pircha, Pirching, Pischelsdorf, Postelgraben, Prebach, Prebuch, Presguts, Pröbensdorf, Reichendorf, Ober-Rettenbach, Unter-Rettenbach, Rohrbach, Sinabelkirchen, Sulz, Takern I. Viertel, Takern II. Viertel, Ungerdorf, Unter-Laßnitz, Urscha, Wetzawinkel, Wilfersdorf, Windisch Hartmannsdorf, Windisch-Pöllau, Wolfsgruben (Pfarre Gleisdorf), Wolfsgruben (Pfarre St. Ruprecht), Wollsdorf, Wollsdorferegg, Wünschendorf und Zöbing.